# Mimothelais fruhstorferi
Mimothelais fruhstorferi là một loài bọ cánh cứng trong họ Cerambycidae.